# Río Tocuyo
El río Tocuyo es un río de Venezuela. Es el más caudaloso y extenso de los ríos que desembocan en el Caribe venezolano y hasta comienzos del siglo XX fue un río navegable. 
Nace en el páramo de Cendé de la cordillera andina a 3652 m s. n. m., al sur del estado Lara en el occidente de Venezuela, cerca de los límites con el estado Trujillo.
Toma un recorrido sur-norte donde pasa por los Humocaros, desciende (en altitud) hacia El Tocuyo lugar donde se ubica el Embalse Dos Cerritos de gran importancia hidrológica para los municipios Morán, Jiménez e Iribarren (principalmente), se encuentra con el río Curarigua a su paso por Arenales, asciende (sentido sur-norte) hacia el poblado que lleva su mismo nombre (Río Tocuyo) donde se une al río Morere, a su paso por Siquisique se une con el río Baragua regando así en su trayecto por el Estado Lara su valle semidesértico. El Tocuyo es un río de gran importancia para la producción agropecuaria de este estado centro-occidental (producción de caña de azúcar, cebolla, ganado caprino, entre otros).
Cambia su recorrido al sur de la sierra de Churuguara, para establecer la frontera entre Falcón y Lara. Finalmente se interna en la zona oriental del estado Falcón (entre bosques húmedos) con un recorrido suroeste-noreste para formar un valle marítimo de gran fertilidad (cultivo de cocoteros, hortalizas y ganado vacuno). Este río atraviesa en toda su extensión a la región natural denominada Sistema Coriano, siendo de gran importancia agropecuaria para los estados Lara y Falcón. 
Desemboca a unos 3 km de la población de Tocuyo de la Costa en las azules aguas del golfo Triste (brazo del mar Caribe) después de recorrer 440 km.
Hasta finales del siglo XIX todo su curso incluyendo su desembocadura pertenecía al estado Lara, de modo tal que en su curso medio y bajo marcaba el límite con el estado Falcón.
El río Tocuyo es de gran importancia histórica, jugó un papel importante en el poblamiento español y conquista o apropiación de los territorios venezolanos en la época colonial, este río da nombre (directa o indirectamente) a El Tocuyo, Río Tocuyo (pueblo), Tocuyito, Tocuyo de la Costa y Boca de Tocuyo. Según documentos históricos, la ciudad de El Tocuyo tomó su nombre de un valle que "siempre se llamó así" a causa del río homónimo que lo riega, es esta la evidencia histórica que demuestra que a lo largo del tiempo este río ha significado mucho para quienes se han asentado a sus orillas.
No obstante el cambio climático, la contaminación de la cuenca alta de este río y la explotación desmedida de sus recursos hídricos perjudican la calidad y la cantidad de su caudal.
- Datos: Q1602686
- Multimedia: Tocuyo River / Q1602686